# Tyrrell Racing
Tyrrell va ser un equip de carreres que va participar en el campionat de constructors de la Fórmula 1. El seu fundador va ser Ken Tyrrell. Es va iniciar en la categoria de Fórmula 3 i Fórmula Junior. Amb els seus cotxes van debutar corredors com John Surtees i Jacky Ickx. El 1968, van forjar una aliança amb el constructor Ford i a l'any següent Jackie Stewart va guanyar el Campionat de Fórmula 1 amb vehicles Matra- Ford Motor Company (motors de Cosworth).
El 1971 van produir el seu primer vehicle per a Fórmula 1, el Tyrrell 001 amb el qual van guanyar el campionat de pilots i de constructors d'aquell any, amb els pilots Jackie Stewart i François Cévert. El 1973 els pilots de l'equip van quedar primer i segon, però el 6 d'octubre de 1973, Cévert va morir durant les pràctiques del Gran Premi dels Estats Units. Aquest any també es va retirar Stewart i Tyrrell ja no va tenir noves oportunitats d'optar pel títol, si bé va obtenir resultats intermedis durant la resta dels anys 1970. En 1976, l'equip va assolir una impressionant victòria en el Gran Premi de Suècia amb el seu model P34 de 6 rodes.
A partir de 1977, amb l'aparició dels motors turbo, els equips amb motors atmosfèrics van quedar ressagats fins a mitjan des 80. L'última victòria de l'equip la va obtenir Michele Alboreto en el Gran Premi de l'est dels Estats Units de 1983. L'equip va seguir participant en la Fórmula 1 als anys 1990 i el 1998 va ser adquirit per British American Tobacco. A partir de llavors l'equip va ser rebatejat British American Racing (BAR). L'última carrera de Tyrrell va ser el Gran Premi del Japó de 1998.
Ken Tyrrell va morir de càncer el 25 d'agost de 2001.
El cotxe més famós i peculiar de la història de la Fórmula 1 va ser un Tyrrel, el Tyrrel P34, amb 6 rodes, l'únic cotxe amb sis rodes que ha competit en Fórmula 1.

## Resultats de l'equip
- Dos campionats de pilots (1971 i 1973)
- Un campionat mundial de constructors en (1971)
- 23 Victòries
- 14 Pole Position
- 20 Voltes ràpides